# A Decade
A Decade es el primer álbum de grandes éxitos de la banda Our Lady Peace. Fue lanzado el 21 de noviembre de 2006, en Canadá, y el 28 de noviembre de 2006, en los Estados Unidos. Incluido en el álbum son mejores temas de "Where Are You", "Clumsy", "In Repair", "Somewhere Out There", "Innocent", "Thief", "Naveed", "Starseed" y "4 A.M.". Además también lanza 2 canciones inéditas llamadas "Kiss on the Mouth" y "Better Than Here".
La versión canadiense del álbum incluye un DVD que contiene un concierto largometraje/documental dirigido por Rafael Ouellet y producido por Robi Levy presenta entrevistas con los miembros de la banda actual, escenas detrás de cámaras, y las actuaciones de las canciones "Picture", "Thief", "Innocent", "Where Are You", "Wipe That Smile Off Your Face", y "Clumsy" el 6 de noviembre de 2005, en el Massey Hall de Toronto. También incluye una galería de fotos y discografía con letras.
El primer sencillo del álbum fue "Kiss on the Mouth", lanzado en Canadá en septiembre de 2006.

## Lista de canciones
1. "Starseed"
2. "The Birdman"
3. "Naveed"
4. "Superman's Dead"
5. "Clumsy"
6. "4am"
7. "One Man Army"
8. "Is Anybody Home?"
9. "Thief"
10. "In Repair"
11. "Life"
12. "Somewhere Out There"
13. "Innocent"
14. "Where Are You"
15. "Angels/Losing/Sleep"
16. "Will the Future Blame Us"
17. "Kiss on the Mouth"
18. "Better Than Here"

## Personal
- Raine Maida - voces
- Jeremy Taggart - tambores, percusión
- Duncan Coutts - guitarra (Del 4 al 18)
- Steve Mazur - Guitarra eléctrica, piano (Del 12 al 18)
- Mike Turner - Guitarra eléctrica, piano (Del 1 al 11)
- Chris Eacrett - guitarra (Del 1 al 3)